# Roman Nowik
Roman Nowik (ukr. Роман Новік, ur. 1977) – ukraiński sztangista i strongman.
Mieszka w Charkowie.
Wymiary:
- wzrost 185 cm
- waga 125 kg

## Osiągnięcia strongman
- 2004
  - 1. miejsce - Polska kontra Ukraina
- 2005
  - 7. miejsce - Puchar Świata Siłaczy 2005: Mińsk
  - 6. miejsce - Drużynowe Mistrzostwa Świata Par Strongman 2005
- 2007
  - 9. miejsce - Mistrzostwa Ukrainy Strongman
- 2008
  - 10. miejsce - Mistrzostwa Ukrainy Strongman